# Vito con i suoi
Vito con i suoi è stato un programma televisivo in onda su Gambero Rosso Channel dal 2013 al 2021. Stefano Bicocchi, in arte Vito, e la sua famiglia: papà Roberto, mamma Paola e il nipote Lorenzo ci invitano ad entrare in casa loro, nella loro cucina, e ci propongono le ricette della vera tradizione bolognese, ma anche quelle tipiche e più conosciute della cucina tradizionale regionale che realizzano con il tocco scanzonato e buongustaio delle famiglie emiliane.

## Puntate

### Prima stagione
| n. | Titolo                                               | Prima TV Italia |
| -- | ---------------------------------------------------- | --------------- |
| 1  | Lasagne                                              |                 |
| 2  | Tortellini                                           |                 |
| 3  | Cotoletta alla bolognese e Zuppa inglese             |                 |
| 4  | Passatelli e Friggione                               |                 |
| 5  | Cannelloni di crespelle ripieni di ricotta e spinaci |                 |
| 6  | Tortelloni                                           |                 |
| 7  | Torta di riso, Crème caramel e Crescentine           |                 |
| 8  | Sabadoni                                             |                 |

### Seconda stagione
| n. | Titolo                                                  | Prima TV Italia |
| -- | ------------------------------------------------------- | --------------- |
| 1  | Galantina di pollo e polpettone                         |                 |
| 2  | Zuppa imperiale' e Gramigna alla salsiccia              |                 |
| 3  | Zuccherini e Panone nero                                |                 |
| 4  | Minestra di riso e Zampetti di maiale                   |                 |
| 5  | Pollo alla cacciatora e manfattini con brodo di fagioli |                 |
| 6  | Baccalà e Vov                                           |                 |
| 7  | Timballo e Borsc                                        |                 |
| 8  | Salse per il bollito                                    |                 |
| 9  | Frittelle                                               |                 |

### Terza stagione
| n. | Titolo                                       | Prima TV Italia |
| -- | -------------------------------------------- | --------------- |
| 1  | Scrigno di Venere e Faraona                  |                 |
| 2  | Occhio di bue e Biscottini all'anice         |                 |
| 3  | Gnocchi e mix di patate                      |                 |
| 4  | Pesce gatto e rane fritte in umido           |                 |
| 5  | Petto di pollo alla Kiev e Involtino         |                 |
| 6  | Pappacini e Tagliatelle fritte               |                 |
| 7  | Risotto all'anguilla e Anguilla alla piastra |                 |
| 8  | Rigatoni alla zucca e guancino con purè      |                 |
| 9  | Maccheroncini primavera e Cardo e spuntature |                 |

### Quarta stagione
| n. | Titolo                                  | Prima TV Italia |
| -- | --------------------------------------- | --------------- |
| 1  | Garganelli al ragù                      |                 |
| 2  | Penne all'arrabbiata e Tiramisù         |                 |
| 3  | Zucchine ripiene                        |                 |
| 4  | Riso con animelle                       |                 |
| 5  | Crema fritta e Semifreddo al mascarpone |                 |
| 6  | Cotechino vestito e Gnocchetti verdi    |                 |
| 7  | Coscio di maialino mele e pere          |                 |
| 8  | Raviolo con uovo e Piccione             |                 |
| 9  | Quadrucci in brodo - Rognoni trifolati  |                 |
| 10 | Natale in casa Bicocchi                 |                 |

### Quinta stagione
| n. | Titolo                                              | Prima TV Italia |
| -- | --------------------------------------------------- | --------------- |
| 1  | Paella                                              |                 |
| 2  | Maccheroni con la seppia e Budino                   |                 |
| 3  | Ciambellone e Fricassea di pollo                    |                 |
| 4  | Spaghetti con galletto                              |                 |
| 5  | Braciola ripiena                                    |                 |
| 6  | Ravioli ripieni di cotechino e Coniglio farcito     |                 |
| 7  | Gnocchetti ricotta e spinaci e Budino al cioccolato |                 |
| 8  | Zuppa di fagiolini e Quaglia lardellata             |                 |

### Sesta stagione
| n. | Titolo                                 | Prima TV Italia |
| -- | -------------------------------------- | --------------- |
| 1  | Cardo con salsiccia e Scarola in brodo |                 |
| 2  | Topini e Torta solo albumi             |                 |
| 3  | Tortellacci alla Bertoldo              |                 |
| 4  | Frittata di pasta e Timballo di coda   |                 |
| 5  | Ossobuco e Zampetti con la rete        |                 |
| 6  | Gnocchi di zucca e Bichetchup          |                 |
| 7  | Semifreddo al torrone                  |                 |
| 8  | Tortelloni                             |                 |

### Settima stagione
| n. | Titolo                                                   | Prima TV Italia |
| -- | -------------------------------------------------------- | --------------- |
| 1  | Uova con gli asparagi                                    |                 |
| 2  | Oca arrosto e Dolce all'ananas                           |                 |
| 3  | Pollo ai funghi e Zucchine zabaione e aceto              |                 |
| 4  | Ravioli di lingua e Dolce panna                          |                 |
| 5  | Spaghetti con cime di rapa e cozze e Torta alle mandorle |                 |
| 6  | Ravioli di recupero e Torta di pane                      |                 |

### Ottava stagione
| n. | Titolo                                         | Prima TV Italia |
| -- | ---------------------------------------------- | --------------- |
| 1  | Carpione di pollo e Minestra pollo e mentuccia |                 |
| 2  | Faraona con panna e Semifreddo Zabaione        |                 |
| 3  | Ravioli di tapioca                             |                 |
| 4  | Biscottini al parmigiano e Torta di pinoli     |                 |
| 5  | Aspic al lambrusco e Caramelle alla bolognese  |                 |
| 6  | Strudel artusiano                              |                 |

### Nona stagione
| n. | Titolo                                           | Prima TV Italia |
| -- | ------------------------------------------------ | --------------- |
| 1  | Pasta al ragù di stinco e Bic cupcake            |                 |
| 2  | Mammella e Krapfen                               |                 |
| 3  | Risotto vagone e Gnocchi in brodo                |                 |
| 4  | Torta di carciofi e Ciribolla                    |                 |
| 5  | Torta di cocco e Ravioli                         |                 |
| 6  | Tagliatelle artusiane e Asparagi burro e acciuga |                 |

### Decima stagione
| n. | Titolo                                                  | Prima TV Italia |
| -- | ------------------------------------------------------- | --------------- |
| 1  | Biancomangiare ricostituente / Crema di cipollotti      |                 |
| 2  | Cannelloni ripieni di baccalà                           |                 |
| 3  | Spaghetti uovo e mortadella / Cramigna verza e pancetta |                 |
| 4  | Rifreddo di fegato                                      |                 |
| 5  | Involtini in cotica di maiale                           |                 |
| 6  | Trippa dei bicocchi / Crocchette di riso dolci          |                 |
| 7  | Rotolo romagnolo                                        |                 |
| 8  | Pennette con cipolla / Minestra paradiso / Africanetti  |                 |

### Undicesima stagione
| n. | Titolo                                    | Prima TV Italia |
| -- | ----------------------------------------- | --------------- |
| 1  | Alette di pollo / Timaballo di zucchine   |                 |
| 2  | Minestra lorda                            |                 |
| 3  | Involtini di tonno / Semifreddo charlotte |                 |
| 4  | Pollo al limone / Torta ai fagioli        |                 |
| 5  | Polpettone in crosta - Semi cotti         |                 |
| 6  | Spaghetti di zucchine                     |                 |
| 7  | Risotto del cortile / Pasticcio d'estate  |                 |

### Dodicesima stagione
| n. | Titolo                                        | Prima TV Italia |
| -- | --------------------------------------------- | --------------- |
| 1  | Mascarpone fritto / Maltagliato con cipolla   |                 |
| 2  | Magatello di vitello                          |                 |
| 3  | Minestra cardi e topinambur / Torta di carote |                 |
| 4  | Arista alla boema / Maccheroni cheese         |                 |
| 5  | Lintorci con ragù pugliese                    |                 |
| 6  | Gnocchi di barbabietola / Risotto alla folaga |                 |
| 7  | Apple Pie                                     |                 |

### Tredicesima stagione
| n. | Titolo                                              | Prima TV Italia |
| -- | --------------------------------------------------- | --------------- |
| 1  | Polenta e cinghiale / Bavarese di cachi             |                 |
| 2  | Fior di latte                                       |                 |
| 3  | Cavolfiore al gratin / Torta tenerina al cioccolato |                 |
| 4  | Coniglio al Barolo                                  |                 |
| 5  | Maiale e castagne / Gnocchi di semolino             |                 |
| 6  | Spuma di aringa / Crepes alle castagne              |                 |
| 7  | Pizza                                               |                 |
| 8  | Cicatelli con cavolfiore                            |                 |